# Список переименованных населённых пунктов Карелии
В данном списке приведены населённые пункты, расположенные согласно современному административно-территориальному делению в Карелии, название которых изменялось.

## Б
- Сорока → Беломорск (1938, город)[1]

## К
- Ухта → Калевала (1963, посёлок городского типа)[2]
- Киркко-Хиитола → Куликово (сельский населённый пункт)[3]

## М
- Медвежья Гора → Медвежьегорск (1938, город)

## П
- Аконъярви → Поросозеро (сельский населённый пункт)[4]
- Курьяваракка → Пушной (сельский населённый пункт)[5]

## Р
- Попов Остров (1888) → Рабочеостровск (1933, посёлок городского типа)[6]

## С
- Сердоболь (1582) → Сортавала (1918)[7]

## Источник
- Е. М. Поспелов. Имена городов: вчера и сегодня (1917—1992): Топонимический словарь. — Москва: Русские словари, 1993. — 249 с.